# 크로스 플랫폼 오디오 크리에이션 툴
크로스 플랫폼 오디오 크리에이션 툴(Cross-platform Audio Creation Tool, XACT)은 마이크로소프트가 DirectX SDK의 일부로 출시한 오디오 프로그래밍 라이브러리 및 엔진이다. 엑스박스의 Xaudio, 윈도우 XP의 DirectSound, 윈도우 비스타 및 윈도우 7의 새로운 오디오 스택을 사용하도록 작성된 오디오 저작/재생을 위한 고급 오디오 라이브러리이다. Xaudio는 최적의 기능을 위해 설계된 엑스박스 전용 API이다. 디지털 신호 처리. XACT에는 윈도우와 엑스박스 플랫폼 모두에서 사용할 수 있는 공간화 도우미 라이브러리인 X3DAudio도 포함되어 있다. XACT는 원래 엑스박스 개발용으로 개발되었으며 나중에 마이크로소프트 윈도우 개발에서도 작동하도록 수정되었다.